# Xã Liberty, Quận Marion, Kansas
Xã Liberty (tiếng Anh: Liberty Township) là một xã thuộc quận Marion, tiểu bang Kansas, Hoa Kỳ. Năm 2010, dân số của xã này là 320 người.